# سباق طواف فرنسا 1923
سباق طواف فرنسا 1923 من سلسلة سباقات سباق طواف فرنسا. أقيم هذا السباق في تاريخ 24 يونيو - 22 يوليو 1923 على 15 مراحل. بعد مرور 222 ساعة و15 دقيقة و30 ثانية وبعد طي 5386 كم بمتوسط 24.233 كم في الساعة فاز بالميدالية الذهبية هنري بلسيسه من فرنسا، فيما حصد أوتّافيو بوتيكيا من إيطاليا الميدالية الفضية، وكانت الميدالية البرونزية من نصيب رومان بيلانجير من فرنسا.

## الميداليات
| ذهب                 | فضة                       | برونز                  |
| هنري بلسيسه - فرنسا | أوتّافيو بوتيكيا - إيطاليا | رومان بيلانجير - فرنسا |